# Пресупозиција
Пресупозиција је термин из прагматике, дела лингвистике који проучава како људи производе и разумеју значење у комуникацији. 
У реченици, осим информација које говорник има намеру да пренесе, постоје и оне за које се претпоставља да су већ познате слушаоцу. Када изговара исказ „Јеленина сестра је лепа“, говорник има намеру да саговорника обавести о лепоти Јеленине сестре. Међутим, у реченици се открива и додатно значење, наиме, да Јелена има сестру. Ово значење говорник не жели да истиче, него га узима као већ познато.
Пресупозиција је, дакле, информација која се у исказу не изговара експлицитно као посебна тврдња, већ се подразумева. Због тога је пресупозиција значајна у свакодневном разумевању изговореног и правилном тумачењу поруке и говорникових намера. Прагматичке појаве које су сродне пресупозицији су импликатура и семантичка импликација.

## Објашњење
Пресупозицију активирају одређене лексичке јединице или синтаксичке структуре које се називају окидачима пресупозиције (енгл. presupposition triggers).
- Милош је престао да тренира фудбал.

У овом примеру главна информација коју говорник жели да пренесе јесте да Милош више не тренира фудбал. Међутим, глагол „престати“ имплицира да се пре тога Милош бавио фудбалом. Пресупозиција је, дакле, тврдња „Милош је раније тренирао фудбал“, а окидачем се јавља глагол „престати“.
- Ивана је знала да је Драган отпутовао.

У претходној реченици главна тема исказа је Иванино знање о нечему, док чињеница да је Драган отпутовао представља подразумевану информацију. Пресупозиција је „Драган је отпутовао“, а окидач је глагол „знати“.
У приказу испод пресупозиција је означена симболом », који је већ устаљен у литератури за њено обележавање, а окидачи су истакнути курзивом:
| Јеленина сестра је лепа.               | » Јелена има сестру.               |
| Милош је престао да тренира фудбал.    | » Милош је раније тренирао фудбал. |
| Ивана је знала да је Драган отпутовао. | » Драган је отпутовао.             |

## Инференције
Постоје различите врсте инференција које један исказ може садржати. То су:
1. пресупозиције
2. импликатуре (implicature)
3. семантичке импликације (entailment; користи се и термин логичка импликација)

Импликатуре се такође описују као закључци о значењу које није изречено. Међутим, разлика између пресупозиције и импликатуре је у томе што су пресупозиције условљене контекстом реченице, док импликатуре зависе и од ванјезичког контекста, као и заједничког знања. 
- А: Да ли идеш сутра с нама у биоскоп?

Б: Имам пуно домаћег.
На први поглед одговор саговорника Б нема везе са питањем. Али у датом контексту овај исказ заправо значи да Б неће моћи да иде с њима, због тога што има пуно да ради. Импликатура управо представља тај имплицирани садржај.
Семантичка импликација се описује као однос две тврдње, према коме, ако је прва истинита, онда и закључак који из ње следи мора бити истинит. С друге стране, када је реч о пресупозицији, њена истинитост се узима као подразумевана. Као што приказује следећи пример, један исказ може имати више импликација:
- Ровер је ловио три веверице.

Импликације:
1. Неко је ловио три веверице.
2. Ровер је нешто радио трима веверицама.
3. Ровер је јурио три нечега.
4. Нешто се десило.
У следећем примеру приказан је однос све три врсте инференција:
- Мој друг Петар има два пса.

пресупозиција: Постоји мој друг по имену Петар.
импликатура: Петар нема више од два пса.
импликација: Петар има једног пса. (Ако је тачно да Петар има два пса, мора бити тачно и да има једног пса.)

## Одлике пресупозиције
Кључна одлика пресупозиције јесте постојаност под негацијом. То је особина да, чак и када се негира исказ, пресупозиција опстаје, као што то показује и следећи пример:
| Ивана иде у трећи разред гимназије.    | » Ивана постоји |
| Ивана не иде у трећи разред гимназије. | » Ивана постоји |
Дакле, негацијом се пориче тврдња да Ивана иде у трећи разред гимназије, док пресупозиција остаје иста за обе реченице.
У прагматичкој теорији издвајају се 4 главне одлике пресупозиције. То су – позадински статус у исказу, неконтроверзност, поништивост и различита пресупозициона снага окидача.
Позадински статус у исказу значи да пресупозиција има маргиналан статус, она није главна тачка исказа и налази се изван комуникативне намере говорника. Међутим, понекад говорник управо жели да истакне садржај пресупозиције, и тада она задобија другачији положај у исказу, наиме, постаје главна тема. Сајмонс наводи следећи пример за пресупозицију која нема позадински статус:
- А: Нови момак је баш привлачан.

Б. Да, а такође је и његова жена.
Пресупозиција у исказу Б гласи „он има жену“. Она нема позадински статус будући да је намера говорника Б била да управо дâ до знања своме саговорнику да је младић о коме је реч ожењен.
Неконтроверзност се састоји у томе да оба саговорника имају исто знање о нечему, или, када то није случај, у томе што саговорник претпоставља да је пресупонирани садржај истинит. Дакле, ово је особина пресупозиције да носи информацију која није спорна (која је истинита и позната саговорницима). Говорник, наравно, може, свесно или несвесно, пресупонирати садржај који јесте споран. У том случају саговорник може оспорити пресупонирану информацију:
- А: Извини, баш сам хтео да ти се јавим јуче чим дођем с посла.

Б: Али рекао си ми да ове недеље не радиш, да си на одмору.
Претходни пример приказује ситуацију у којој А покушава да оправда свој поступак и изговара исказ у ком се јавља пресупозиција „он је био на послу“. Али садржај изражен овом пресупозицијом није истинит, и саговорник Б је износи у први план и оспорава је.
Поништивост – Постоје ситуације у којима је могуће поништити пресупозицију. То су случајеви:
1. када се експлицитно негира
2. када је клауза којој припада пресупозиција уметнута у одређени лингвистички контекст
3. када пресупозиција није у сагласности са импликатурама или контекстуалним претпоставкама

Различита снага окидача – Према томе у којој мери контекст утиче на то да ли ће окидач активирати пресупозицију, они се деле на слабе и јаке. Јаки су они који у свим контекстима активирају пресупозицију; насупрот томе, код слабих окидача пресупозиција је непостојана.

## Окидачи пресупозиције
Следећа подела окидача преузета је од Левинсона, који се, опет, ослања на Картунена, и наглашава да листа није исцрпна. Овде ће бити наведено 10 врста окидача. У примерима испод они су издвојени курзивом:
У окидаче пресупозиције спадају:
1. Лична имена
- Стефан је добар студент. » Стефан постоји

2. Фактивни глаголи
Описују се као глаголи који пресупонирају истинитост допунске клаузе. То су: знати, жалити, схватити, сложити се...
- Ана је зажалила што ју је послушала. » Ана ју је послушала

3. Импликативни глаголи
Успети, заборавити, избећи
- Јован је заборавио да купи хлеб. » Јован је намеравао или је требало да купи хлеб

4. Фазни (аспектуални) глаголи
Почети, наставити, престати
- Тамара је почела да чита књигу. » Тамара пре није читала књигу

5. Итеративи
Итеративима се називају језичке јединице које упућују на понављање одређеног догађаја. У окидаче пресупозиције спадају изрази као што су: поново, опет, још један, други пут, више, вратити се.
- Драган је други пут у Прагу. » Драган је већ био у Прагу

6. Глаголи суђења
Левинсон за ове глаголе каже да активирају пресупозицију која се донекле разликује од других пресупозиција по томе што се не односи на говорника, већ на објекат о ком се суди. Примери су глаголи оптужити и критиковати.
- Давид је оптужио Петра за давање мита. » (Давид сматра да) давање мита је лоше

7. Временске (темпоралне) клаузе
- Након што је завршио факултет, почео је да ради. » Он је ишао на факултет.

8. Поредбене (компаративне) конструкције
- Џон је бољи кувар од Мајкла. » Мајкл је кувар.

9. Нерестриктивне односне (релативне) клаузе
То су зависне реченице које само дају додатну информацију о појму на који се односе (а не служе да га идентификују, тј. разликују од других појмова истог реда), као:
- Хилари, који се попео на Монт Еверест 1953, био је највећи истраживач тог доба. » Хилари се попео на Монт Еверест.

10. Иреалне (контрафактуалне) условне клаузе
Реч је о условним конструкцијама које пресупонирају да садржај зависне реченице није истинит.
- Да је Ханибал имао само 12 слонова више, романски језици данас не би постојали. » Ханибал није имао 12 слонова више